# غونزالو بيلباو
غونزالو بيلباو (بالإسبانية: Gonzalo Bilbao Martínez)‏ هو رسام إسباني، ولد في 27 مايو 1860 في إشبيلية في إسبانيا، وتوفي في 4 ديسمبر 1938 في مدريد في إسبانيا.